# Unterfladnitz
Unterfladnitz est une ancienne commune autrichienne du district de Weiz en Styrie.